# Folsyre
 Ikke at forveksle med folininsyre.
Folsyre (hvis anion kaldes folat) er et af B-vitaminerne (B9). Det har betydning for dannelsen af nukleotider (byggeelementer til DNA). Folinsyre er en anden betegnelse for folsyre. Betegnelsen fol kommer af det latinske folium (blad), fordi stoffet først blev fundet i mørkegrønne blad-grøntsager.
Folat skal bruges ved mitose. Derfor bør kvinder, der forsøger at blive gravide, indtage dette vitamin. Den menneskelige krop har brug for folat, fordi det er nødvendigt for omsætningen af en række aminosyrer samt ved dannelsen af bl.a. RNA og DNA (cellens arvemateriale). Folat er også nødvendig for produktionen af røde blodlegemer. Man kan indtage folat ved at spise bl.a. bælgfrugter, grønne grøntsager, lever, brød, mælk, ost og fuldkornsprodukter, da mængden af folat er særlig høj i disse fødevarer. Men folat findes i alle fødevarer – bare i mindre doser. Mangel på folat kan bl.a. give depression, blodmangel, irritationtilstand i tungen og muskelsygdom (myelopati). Den anbefalede daglige dosis er ca. 240-300 µg.